# Sent Vincenç de Tiròssa
Sent Vincenç de Tiròssa (en francès Saint-Vincent-de-Tyrosse) és un municipi francès situat al departament de les Landes i a la regió de la Nova Aquitània.

## Demografia
| 1962                                       | 1968  | 1975  | 1982  | 1990  | 1999  | 2007  |
| ------------------------------------------ | ----- | ----- | ----- | ----- | ----- | ----- |
| 2.945                                      | 3.249 | 4.063 | 4.474 | 5.075 | 5.365 | 6.936 |
| Des de 1962: població sense dobles comptes |       |       |       |       |       |       |

## Administració
| Període   | Identitat             | Partit |
| --------- | --------------------- | ------ |
| 1983-1988 | René-Jean Labat       | PS     |
| 1988-2004 | Jean-Claude Sescousse | PS     |
| 2004-     | Michèle Labeyrie      | PS     |

## Agermanaments
- Rincón de Soto